# بون (دين)

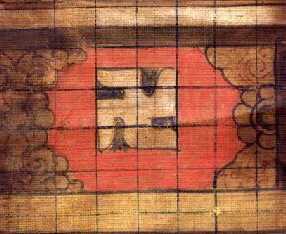
يونغدرونغ هو الصليب المعقوف الذي يتجه إلى اليسار ، وهو رمز مقدس لدين البون.

ديانة بون أو ديانة البون أو الديانة البونية (بالانجليزية: Bon. ويكتب أيضاً "Bön") (بالأبجدية التبتية: བོན་ ، بلهجة لاسا التبتية: [pʰø̃̀])، وهي ديانة تبتية تعرف نفسها على أنها ديانة متميزة عن البوذية التبتية، على الرغم من أنهما يتشاركان في نفس التعاليم والمصطلحات العامة. نشأت في القرن الحادي عشرالميلادي وأنشأت كتاباتها بشكل رئيسي من الترما ورؤى الترتون مثل لودن ناينغبو. على الرغم من أن بون ترما تحتوي على اساطير البون الموجود قبل وصول الديانة البوذية إلى التبت، «في الحقيقة كان» الدين القديم «دينًا جديدًا».

## تاريخ وأفكار الديانة

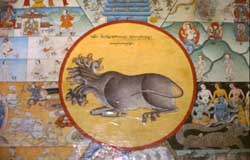
جزء من "عجلة الحياة" البونية

تعتبر هذه الديانة الأصلية المتقدمة على البوذية في التبت، وعلى الرغم من علاقتها بالشامانية فهي معقدة وفي الشكل الأولي منها يبدو أنه كانت هناك وجوه شبه محددة، والاصطلاح (بون) في ذاته يحتمل أنه مشتق من تلاوة الطقوس من قبل من يقومون بها، والشكل المتطور من هذه الديانة الذي مازال موجوداً إلى اليوم هو نتيجة تركيب المذاهب الأصلية مع البوذية التي دخلت إلى التبت في القرنين السابع والثامن وما فوقهما. وطبقاً للتقاليد التي نادى بها من أرض الصوفية «زانغ زونغ» فإن مؤسس الأخيرة (المطهر) بون كان «شنراب ميوو» والذي تروي الأساطير أنه أصبح مكافئاً لـ«شكيا موني بوذا» حيث منح شرف نشر السوترا والتنترا وتأسيس نظام رهبانية.
ويقال إن بون (Bon) كانت موجودة في التزيغ (إيران) في الأزمنة القديمة، وفي الواقع إن بعض الروايات قد أوحت بوجود نفوذ للزرادشتية وخاصة زوران، وكثيراً ما يعرف علماء البوذية التيبتية شنراب بـ«لاو- تزو»، وبهذا يجعلون بون اشتقاقاً من الطاوية (طاوشيا). وعلى أي حال يسلم العلماء المحدثون بأن نفوذ شيفا والشيفاوية من كشمير عامل في تطوير مذهب بونبو.
في صورها الأولى كانت بون نحلة إيمانية ثنوية توحي بأن خلق العالم تم بتعايش مبادئ الخير والشر، ومع ذلك تتفق نحلة بون المتطورة عموماً مع المعتقدات غير الإيمانية البوذية، وهي بشكل خاص تشاطر مدرسة نيينغما والتركيب اللاهوتي الخلاصي للـ«يانات التسعة» (المراكب) وذروة اليانات التسعة في التأمل في الكمال الأعظم، الذي يدعى بونبوس أنه نقل للمرة الأولى عن طريق شرناب، ولم يدخل إلا مؤخرا في تقاليد النيينغما.

## الآلهة والأرواح
وفقاً لدين بون، لكل شيء على الأرض روح، ويعبد اسلاف التبتيين الطوطم والشياطين والآلهات ويؤمنون بالشعوذة ويبجلون الجبال والأنهار والغابات والحيوانات والظواهر الطبيعية.
كان البونيون الاوائل يقومون بزرع أو صقل آلهة منزلية بالإضافة إلى وجود آلهة أخرى. ومن التقاليد الدينية البونية في التبت أن يتم دمج الآلهة في بناء المنزل مما يجعلها محمية ضد القوى الخبيثة الخارجية. ويحتوي المنزل التبتي المتوسط على عدد من المنازل أو المقاعد (بوي-خانغ) للإله الذكر (فو-لها) الذي يحمي المنزل. ويقوم رجل المنزل كل يوم باستدعاء هذا الإله ويحرق خشب شجر العرعر ويتركه لاسترضائه. بالإضافة إلى ذلك، يوجد لدى امرأة المنزل إله حماية (فوك-لها) التي يمكن العثور على مقعدها داخل المطبخ عادة في الجزء العلوي من العمود الذي يدعم السقف.
هناك مجموعة أخرى من الآلهة؛ مثل الرجل الأبيض العجوز، إله السماء، ورفيقه. وهي معروفة ببضعة أسماء مختلفة، مثل غيالبو بيهار وهو إله ظهر كحامي لمملكة وثقافة «زهانغ زهونغ» مركز ديانة بون. ويرتبط الإله بيهار بالسماء بشكل عام. في العصور البوذية المبكرة، تحول بيهار إلى أحد الطيور الشامانية للتكيف مع زخارف الطيور الشامانية. قرين بيهار هو إله نسائي يعرفه أحد أسمائها باسم «دوز مينكار».

## تصنيف ديانة بون
يمكن تصنيف ديانة بون على مرحلتين:
1. بون الأصلي أو «بون الأسود» (ويعرف أيضا «روح بون»)
2. بون يونغدرونغ أو «بون الجديد»

اعتمدت المرحلة الأولى والأصلية من بون على طقوس سحرية وشامانية، وبالتالي سميت باسم «بون الأسود». ولدى بون الأسود العديد من أوجه التشابه مع الأديان الشعبية الصينية التقليدية، وأيضًا مع الشامانية المنغولية والأديان الأخرى مثل الشنتو أو الشامانية الكورية.
أما المرحلة الثانية فهي إعادة اكتشاف ديانة بون، والتي استوعبت عدة جوانب من البوذية.

### رؤية علمية
بما أن البون قد نشأت في القرن الحادي عشر فقط من خلال عمل تيرتون، يقول سام فان شايك إنه من غير المناسب الإشارة إلى الديانة التي سبقت البوذية في التبت باسم بون:

## جغرافية

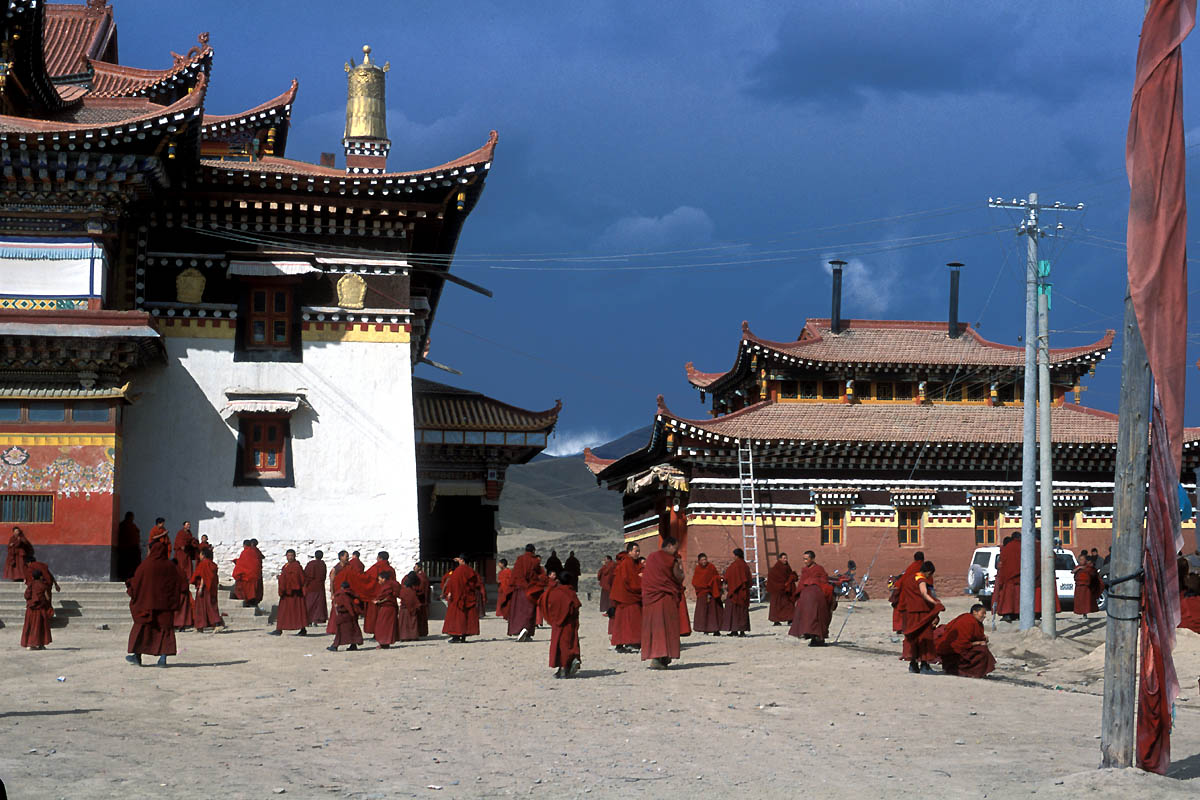
دير بوني في مدينة تغاوا، مقاطعة سيتشوان.

عرقية التبت لا تقتصر ثقافياً على منطقة التبت الذاتية الحكم في الصين. تمتد منطقة التبت العرقية الأوسع، إلى الشرق والشمال، في أجزاء من مقاطعات سيتشوان وتشينغهاي وقانسو ويونان ومنطقة شينجيانغ الويغورية ذاتية الحكم في الجنوب؛ إلى الجنوب الغربي، الأراضي الهندية لداخ ولهول وسبيتي وإقليم بلتستان في باكستان؛ أقصى ولايات شمال شرق الهند في آسام، أروناجل برديش؛ وإلى الجنوب، بوتان، سيكيم، وأجزاء من شمال النيبال، مثل موستانج ودولبو، والمناطق في شمال شرق النيبال التي يسكنها شعبا شيربا وتامانج، وشمال بورما (ميانمار). حتى أجزاء من بنغلاديش الحديثة التي كانت ذات يوم جزءاً من «التبت الكبرى».

## الوضع الحالي
حسب إحصاء صيني حديث هناك ما يقدر بنحو 10 في المائة من التبتيين يتبعون البونية. وعندما تم ضم التبت إلى جمهورية الصين الشعبية، كان هناك ما يقرب من 300 دير بوني في التبت وبقية الصين الغربية. وفقًا لمسح حديث هناك 264 ديراً بونياً نشطاً.
الرئيس الروحي الحالي لديانة بون هو «مينري تريزين رينبوتشي»، خليفة لونجتوك تنباي نيما (1929–2017)، الدير مينري الرئيسي الرابع والثلاثين (الذي تم تدميره في الثورة الثقافية، ولكن أعيد بناؤه حالياً)، ويرأس هذا الدير الآن «بال شن تين مينري لينغ» في دولانجي في هيماجل برديش الهند.
وهناك عدد من المؤسسات البونبة موجودة أيضا في نيبال. يقع الدير البوني على المشارف الغربية للعاصمة كاتماندو. الدير البوني الرئيسي حالياً هو دير مينري الشهير في دولانجي، هيماشال براديش، الهند.

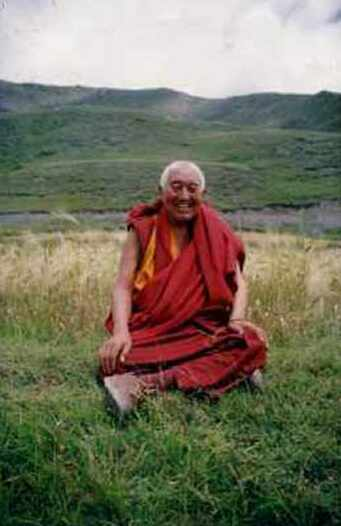
لوبن تنزين نامداك ، رئيس الدير البوني في النيبال

## الاعتراف
كان لوبسانغ يشي المعروف باسم (البانتشن لاما) الخامس من قبل الدالاي لاما الخامس، أحد أفراد عائلة الدرو، وهي عائلة مهمة في ديانة بون. تحت لوزانغ غياتسو أصبحت البونية محترمة فلسفياً وسياسياً على حد سواء. ومع ذلك، ظل بونبو يتعرض للوصم والتهميش حتى عام 1977، عندما أرسلوا ممثلين إلى دارامسالا والدالاي لاما الرابع عشر، الذين نصحوا برلمان الإدارة التبتية الوسطى بقبول أعضاء البونية.
منذ ذلك الحين، حصلت البونية على اعتراف رسمي بوضعها كمجموعة دينية وبنفس الحقوق التي تتمتع بها المدارس البوذية. تم التأكيد على ذلك في عام 1987 من قبل الدالاي لاما الذي نهى أيضاً عن التمييز ضد البونيين، قائلًا إنه كان غير ديمقراطي ويهزم نفسه. حتى أنه ارتدى أدوات طقوس البون، مشدداً على «المساواة الدينية في عقيدة بون».
ومع ذلك، لا يزال التبتيون يفرقون بين البونية والبوذية، في إشارة إلى أعضاء مدارس نينغما وشاكيا وكاجيو وجيلوج على أنها نانغبا، بمعنى «المطلعين على بواطن الأمور»، ولكن بالنسبة لممارسي بون كـ «بونبو»، أو حتى شيكا فهم («الغرباء»).

## الهوامش
1. ↑  وليام أم جونسن (2000). موسوعة الرهبنة. تايلور & فرانسز. ص. 169–171. ISBN:978-1-57958-090-2. مؤرشف من الأصل في 2019-06-10.
2. ↑  كيون، داميان (2003). قاموس أكسفورد البوذي. دار نشر جامعة أكسفورد. ISBN:0-19-860560-9. مؤرشف من الأصل في 2016-12-08.
3. ↑  يصف سام فان شكيك "في الواقع ، بدأ دين بونبو يتشكل فقط إلى جانب إحياء البوذية في القرن الحادي عشر." - "التبت: تاريخ". مطبعة جامعة ييل 2011 ، ص. 99.
4. 1 2 3  فان شايك ، سام. "التبت: تاريخ". مطبعة جامعة ييل 2011, ص 99-100.
5. ↑  المعجم الموسوعي للديانات والعقائد – سهيل زكار – 1/213
6. ↑  ده تشي، شان (2017). فنون عمارة المساكن الشعبية الصينية. القاهرة: أطلس للنشر والنتاج الاعلامي. ص. 134. مؤرشف من الأصل في 2020-05-11.
7. ↑  "التبتية البوذية - الوحدة الأولى" (PDF). شاربهام ترست. ص. 5. مؤرشف من الأصل (PDF) في 2007-09-28.
8. ↑  "بون (دين التبت القديم)". تبتبيديا (بالإنجليزية). 25 May 2016. Archived from the original on 2019-03-24.
9. ↑  تأتي سلطته الروحية في المرتبة الثانية بعد الدالاي لاما
10. ↑  كارماي، سامتن جي (2005)، "الخامس العظيم" (PDF)، نشرة المعهد الدولي للدراسات الآسيوية، ص. 12–13 (PDF) {{استشهاد}}: الوسيط |مسار أرشيف= بحاجة لـ |تاريخ أرشيف= (مساعدة)
11. ↑  كفورن وبير ورينزين ثارغال. (1993). "بون ، البوذية والديمقراطية: بناء هوية وطنية تبتية" ، الصفحات 45-46. معهد الشمال للدراسات الآسيوية. (ردمك 978-87-87062-25-1).
12. ↑  "منزل بون للأطفال في دولانجي ومؤسسة المعونة البولندية لأطفال التبت". Nyatri.org. مؤرشف من الأصل في 2012-02-10.
13. ↑  "عن بون: ثقافة بون". Bonfuturefund.org. مؤرشف من الأصل في 2013-09-06. اطلع عليه بتاريخ أكتوبر 2020. {{استشهاد ويب}}: تحقق من التاريخ في: |تاريخ الوصول= (مساعدة)